# Нова Збліха
Нова Збліха (пол. Nowa Zblicha) — село в Польщі, у гміні Плоняви-Брамура Маковського повіту Мазовецького воєводства.
Населення — 94 особи (2011).
У 1975-1998 роках село належало до Остроленцького воєводства.

## Демографія
Демографічна структура станом на 31 березня 2011 року:
|          | Загалом | Допрацездатний вік | Працездатний вік | Постпрацездатний вік |
| -------- | ------- | ------------------ | ---------------- | -------------------- |
| Чоловіки | 48      | 9                  | 36               | 3                    |
| Жінки    | 46      | 9                  | 25               | 12                   |
| Разом    | 94      | 18                 | 61               | 15                   |